# Olvia Press
Olvia Press este agenția de știri oficială a regimului separatist de la Tiraspol. Știrile difuzate de această agenție prezintă propaganda guvernului separatist al Transnistriei.
Agenția a fost înființată de Andrei Safonov, care astăzi este în opoziție față de Igor Smirnov, și este prezentat ca un lider politic care ar accepta reunificarea Republicii Moldova.